# Wenzel Lehnert
Wenzel Lehnert (18. dubna 1871 Cinvald – 10. března 1951) byl československý politik německé národnosti a meziválečný poslanec Národního shromáždění za Německou nacionální stranu.

## Biografie
V doplňovacích volbách roku 1911 byl zvolen na Český zemský sněm za kurii venkovských obcí, obvod Liberec, Jablonec, Tanvald poté, co na mandát rezignoval Franz Besemüller. Uvádí se tehdy jako kandidát Německé radikální strany. Ve volební kampani kritizoval údajný nepoměr mezi daňovou zátěží mezi Němci a Čechy v Čechách, odmítal příliv českých dělníků do většinově etnicky německých regionů a podporoval utvoření smaostatné korunní země Německé Čechy. Na sněmu zasedal do roku 1913.
Podle údajů k roku 1925 byl profesí lékařem v Horním Růžodole.
V parlamentních volbách v roce 1920 získal mandát v Národním shromáždění. Obhájil ho v parlamentních volbách v roce 1925.